# Werner Dubusc
Werner Dubusc (* 7. Januar 1901; † 30. Dezember 1989) war ein deutscher Ministerialbeamter und Bergrat.

## Leben und Tätigkeit
Werner Dubusc trat 1929 in den Dienst des Reichsentschädigungsamtes für Kriegsschäden in Berlin, wo er beim Kommissar für Entschädigung aufgrund des deutsch-polnischen Liquidationsabkommens und bei der Restverwaltung für Reichsaufgaben tätig war. Nach der Machtergreifung der Nationalsozialisten wechselte er 1933 an das Reichswirtschaftsministerium. 1937 schied er aus dem Staatsdienst aus und wurde Vorstandsmitglied der Klöckner Werke AG. Dies blieb er durchgängig bis 1961. 1954 wurde dort auf seine Anregung mit der Planung des Höchstdruck-Blockkraftwerkes Rauxel begonnen. 1943 saß er außerdem im Vorstand der Geisweider Eisenwerke AG in Geisweid (bei Siegen).
Im Jahr 1961 wechselte er als Mitglied an den Verwaltungsrat der Deutschen Bundesbahn. 1968 legte er diese Funktion nieder. Daneben war er von 1957 bis Ende 1970 Aufsichtsratsvorsitzender der Steinkohlen-Elektrizität AG (Steag) in Essen.